# Ralf Lauruschkat
Ralf Lauruschkat (* 22. Januar 1950 in Leverkusen) ist ein ehemaliger deutscher Hockeyspieler, der 1976 Olympiafünfter und 1975 Weltmeisterschaftsdritter wurde.

## Karriere
Lauruschkat spielte für den KTHC Stadion Rot-Weiss. Von 1972 bis 1974 wurde er mit den Kölnern dreimal Deutscher Meister, in der Halle gewann er 1974 und 1978 zwei Meistertitel. 1986 war er Trainer der Kölner Mannschaft, die den Hallenmeistertitel erkämpfte.
1973 debütierte Lauruschkat in der deutschen Hockeynationalmannschaft. 1975 bei der Weltmeisterschaft in Kuala Lumpur siegten die Inder vor der Mannschaft Pakistans, die im Halbfinale die deutsche Mannschaft mit 5:1 geschlagen hatte. Das Spiel um den dritten Platz gewannen die Deutschen mit 4:1 gegen die Gastgeber aus Malaysia. Das erste Tor im Spiel um Bronze hatte Lauruschkat erzielt.
Bei der Hallenhockey-Europameisterschaft 1976 gewann er mit der deutschen Mannschaft den Titel. Einige Monate später bei den Olympischen Spielen 1976 in Montreal wirkte der Stürmer in allen sechs Spielen mit und erzielte zwei Tore, davon eins beim 9:1-Sieg über die Spanier im Spiel um den fünften Platz.
Insgesamt wirkte Ralf Lauruschkat von 1973 bis 1978 in 63 Länderspielen mit, davon 16 in der Halle.